# Gesto
I gesti fanno parte del linguaggio del corpo, l'aspetto più studiato e conosciuto della comunicazione non verbale. Il gesto spontaneo va distinto da quelli usati nelle lingue dei segni, che sono codificati.

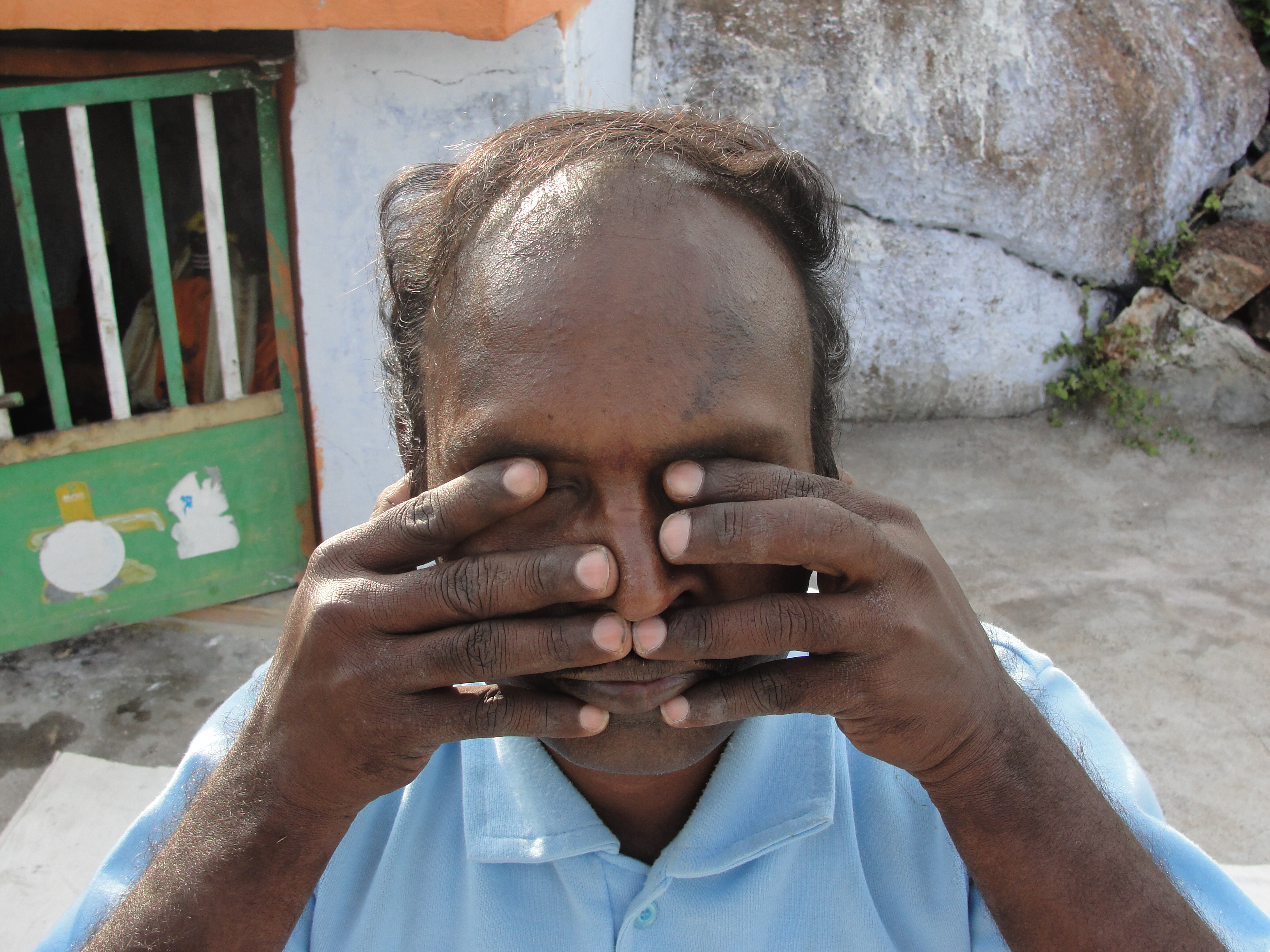
Gestualità rituale

Nell'uomo, l'attenzione si sofferma sui gesti anche perché sono facilmente osservabili, mentre altri aspetti del linguaggio corporeo sono difficili da cogliere a livello conscio.
La cheironomìa (o chironomìa, dal gr. χειρονομία da *χεῖρας νόμειν: "muovere o agitare le mani [o le braccia]") è l'arte del gestire e di muovere le mani durante la recitazione, il discorrere in pubblico e anche per la direzione musicale.

## Caratteristiche

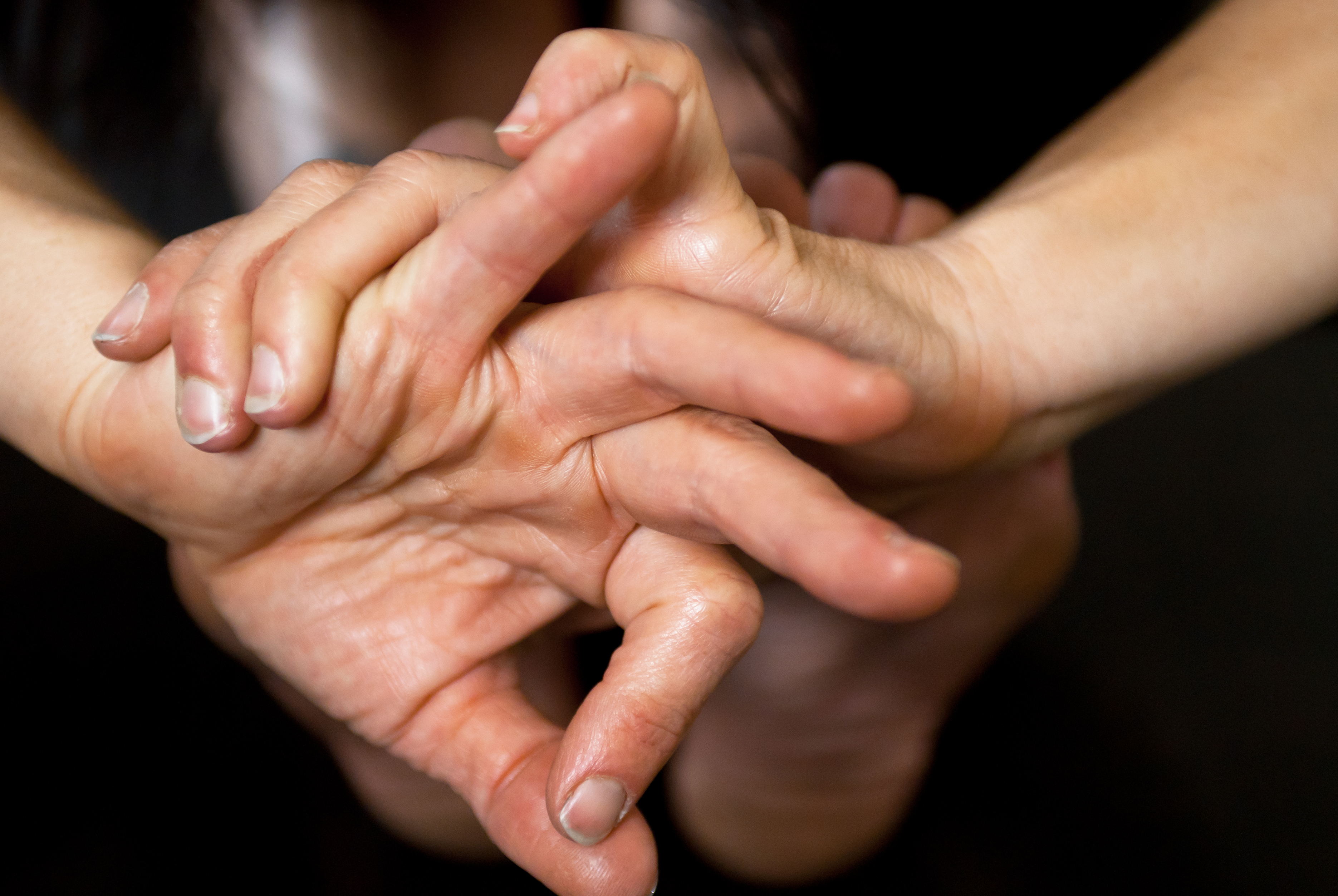
Un mudra.

Benché estremamente soggettivi, i gesti possono ricondursi in due grandi categorie:
- gesti iconici, che tendono a rappresentare il contenuto del discorso e sono utilizzati inconsapevolmente solo in presenza visiva dell'interlocutore.
- indicatori di pulsazione (beats), movimenti ritmici che sottolineano le cadenze del discorso e vengono agiti anche se l'interlocutore non è visibile, ad esempio al telefono.

## Linguaggio delle mani
Le mani, ad esempio durante una conversazione, esprimono lo stato d'animo del soggetto e quindi rivelano qualcosa anche del suo carattere, nonché le sue intenzioni. Il nasconderle, per esempio in tasca, esprime un atteggiamento di riservezza o di chiusura.
Le mani spesso toccano altre parti del corpo, non sempre solo per grattarsi, in seguito ad uno stimolo. Altre volte le mani si trovano a sfiorare l'interlocutore, o a toccarlo (abbracci, pacche, strette di mano), dunque il sistema Aptico.
Atteggiamenti caratteristici:
- La mano ad artiglio, con le dita piegate e il palmo verso il basso, indica una carica aggressiva, un atteggiamento minaccioso e poco razionale.
- Lo sfregamento del pollice sull'indice denota un atteggiamento dubbioso, d'incertezza.
- La mano a gancio indica un atteggiamento distratto, superficiale, sognatore, tendente al gioco e alla sottovalutazione della realtà.
- La mano che indica, un gesto spesso inconsapevole, vuole imporre o reprimere e indica quindi insicurezza e mancanza di controllo.
- La mano chiusa intorno al pollice mostra insicurezza e scarsa fiducia nelle proprie capacità.
- Le punte delle dita unite esprimono una ricerca di accordo e di sintesi, in particolare in chi cerca di persuadere: mostra sicurezza e ottimismo.

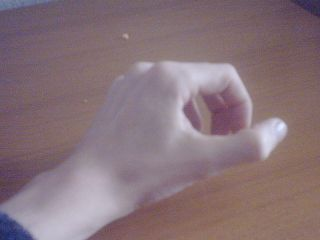
Mano ad artiglio
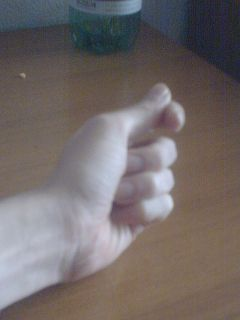
Sfregamento del pollice sull'indice
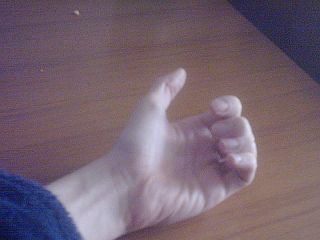
Mano a gancio
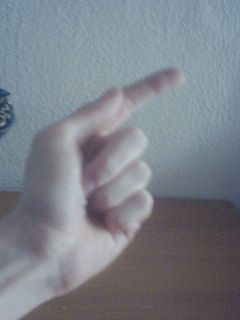
Mano che indica
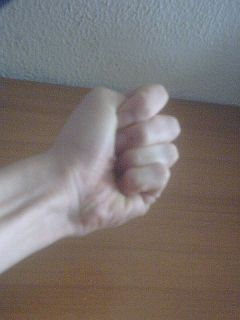
Mano chiusa intorno al pollice
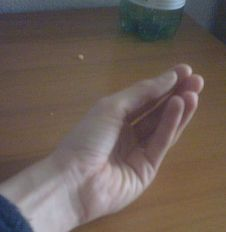
Mano con punte delle dita unite
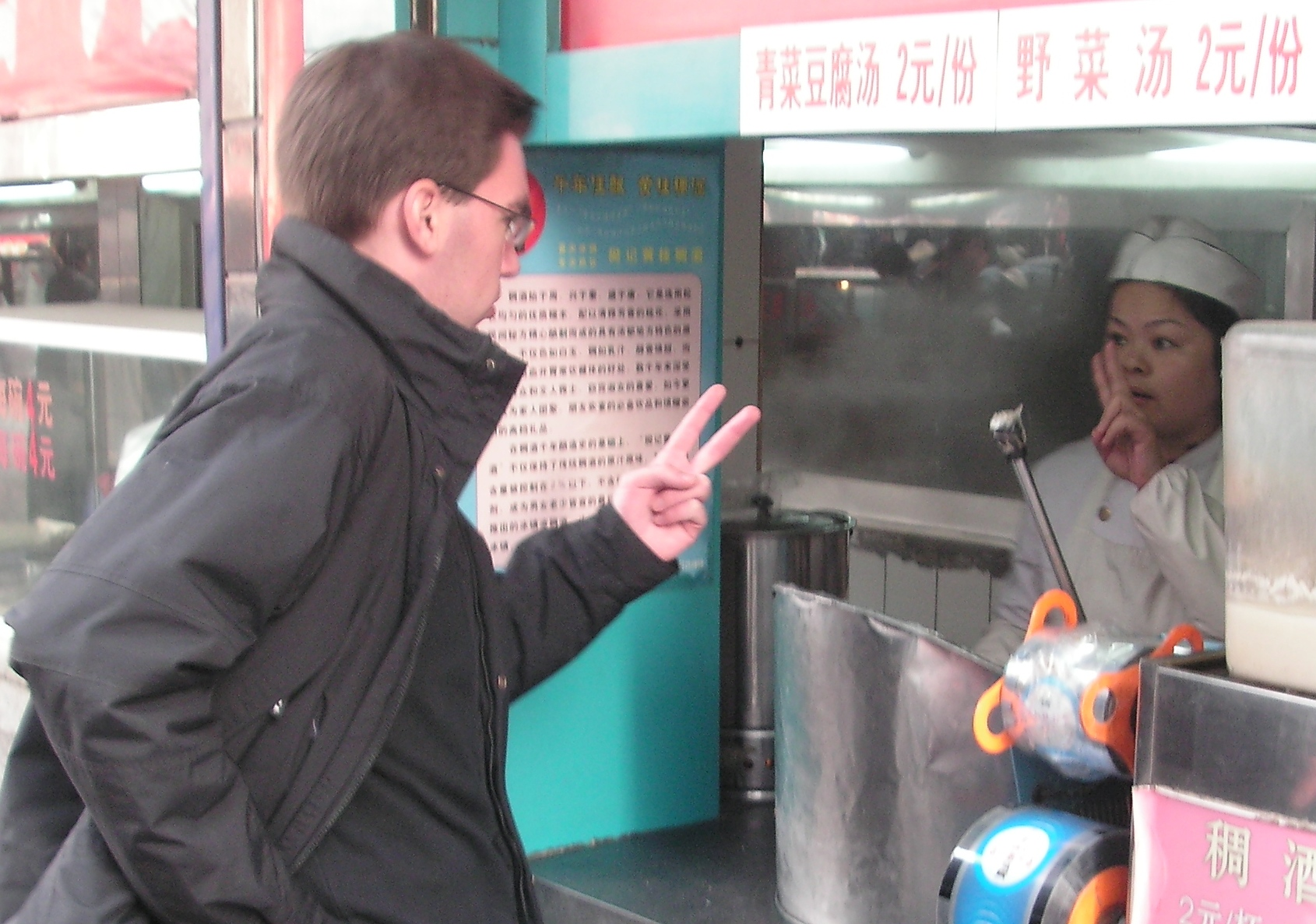

## Il gesto in filosofia
Il gesto e il linguaggio del corpo, in filosofia, ha trovato le trattazioni più significative, nell'XIX secolo, nei saggi Maniere (1844) e Comportamento (1860) di Ralph Waldo Emerson. Durante il secolo successivo, fra i vari filosofi che si sono occupati del gesto, ci sono Stanley Cavell in Philosophy the Day After Tomorrow, 2005 e, in Italia, i neo-pragmatisti Carlo Sini e Giovanni Maddalena in The Philosophy of Gesture (Montréal 2015). Infatti, si pensa che il gesto sia pressoché nato con l'uomo, il quale se ne è sempre servito per vivere in società, sin dai tempi delle scimmie.